# Gustaf Sjöö
Gustaf Arvid Sjöö, född 8 december 1902 i Sjöaryd, Urshults socken, Kronobergs län, död 31 januari 1969 i Växjö, var en svensk målare, tecknare och grafiker.

## Biografi
Sjöö var son till soldaten och smeden Alfred Sjöö och Kristina Johannesson samt gift första gången från 1936 med Harriet Rosander de Tourtchaninoff och andra gången från 1949 med Ruth Johansson. I första äktenskapet var han far till konstnären Monica Sjöö. Sjöö fick tidigt hjälpa till med försörjningen på föräldragården i Urshult och som den yngste av elva syskon saknade han jämnåriga kamrater och brukade fylla ut sin fritid med att teckna och måla. Hans förebilder var reproduktioner av Carl Larsson, Bruno Liljefors och Anders Zorn ur diverse tidskrifter. Han målade först kopior av tidningsbilderna innan han skapade egna skildringar från hemmet och dess omgivningar.  Omkring 18 år gammal började Sjöö utbilda sig till yrkesmålare, först i Växjö och därefter i Karlskrona där han på kvällstid kunde studera på Karlskrona tekniska skola. Efter något år sökte han sig till Stockholm för att studera vid Skölds eller Berggrens målarskolor men efter att han visat några av sina arbeten för Oscar Björck blev han istället antagen till Konstakademiens aftonskola. Han studerade senare för Isaac Grünewald vid Konsthögskolan 1929–1935 och fick 1936 möjlighet att under 10 månader studera och måla i Italien. Han vistades och målade miljöer från Rom, Neapel, Palermo, Venedigs gatuliv, de pittoreska byarna på Sicilien, kapellet i Taormina och den italienska sydländska landsbygden. Han bosatte sig 1939 i Växjö, bara några mil från hemsocknen Urshult och hans motiv från denna tid blev det karga småländska landskapet med stugornas torftiga men rofyllda interiörer. Han tilldelades ett stipendium från Kungafonden 1950 och statliga arbetsstipendium 1962 och 1965. Tillsammans med Arne Aspelin ställde han ut på Färg och Form 1938 och tillsammans med Ulf Aschan och Calle Johansson i Växjö 1960 samt tillsammans med Gertrud Wråke-Lindquist och Gustav Edwall i Söderhamn. Separat ställde han bland annat ut i Växjö, Borås, Halmstad, Hudiksvall, Ljusne, De ungas salong i Stockholm, Olsens konstsalong i Göteborg, Konstnärshuset i Stockholm, Malmö rådhus, Konstgalleriet i Borås och på Konstakademien i Stockholm. Han medverkade i ett stort antal av Sveriges allmänna konstförenings samlingsutställningar i Stockholm och Svenska konstnärernas förenings utställningar på Konstakademien, Liljevalchs Stockholmssalonger och Norra Smålands konstförenings utställningar i Jönköping. Han medverkade i utställningen Aspects of figurative painting i Sweden som visades i London 1963. Han blev ledamot av Konstakademien 1963. Sjöö är representerad vid Moderna museet, Borås konstmuseum, Jönköpings läns museum, Kalmar konstmuseum, Smålands museum, Institut Tessin i Paris och Västerås stad.